# 硬笔楷书

硬笔楷书（方正）

硬筆楷書是硬筆書法的常見形式之一。書寫工具主要為鋼筆，呈現形式是自毛筆時代傳承下來的楷書。與毛筆楷書相比，缺乏一定的起承轉合和筆畫上的粗細對比，但更具實用性，能為多數人所接受和鑒賞。
為更好適應計算機帶給傳統書法藝術的沖擊，不少獨創的硬筆楷書字體也被納入計算機字庫。以書法家閻銳敏書寫、方正集團開發的硬筆楷書及華康公司開發的鋼筆體為代表。